# Cobubatha anaea
Cobubatha anaea là một loài bướm đêm trong họ Noctuidae.